# La notte del fuggitivo
La notte del fuggitivo (Night of the Running Man) è un film statunitense del 1995 diretto da Mark L. Lester.

## Trama
Las Vegas. Un tassista Jerry Logan, trasporta un passeggero con una valigia piena di un milione di dollari, ma gli viene ucciso sotto i suoi occhi, così Jerry si porta dietro la valigia, a cui i mafiosi sono interessati.